# Isla San Francisco
Isla San Francisco, ibland San Francisquito är en ö i Mexiko. Den ligger strax söder om den större ön Isla San José och tillhör kommunen La Paz på ostkusten i delstaten Baja California Sur, i den västra delen av landet. Arean är 3,8 kvadratkilometer. Öns sydvästra del är formad i en perfekt båge och bildar bukten Bahía el Corralito.
Aspidoscelis franciscensis, en art av ödla, har Isla San Francisco som enda känd levnadsplats. Tio ytterligare reptilarter lever på ön.